# Sequestro de Abilio Diniz
Em dezembro de 1989, o empresário bilionário brasileiro Abílio Diniz foi vítima de um sequestro, ocorrido no dia das primeiras eleições presidenciais democráticas brasileiras após a ditadura militar. Seu sequestro foi feito para arrecadar dinheiro para os guerrilheiros sandinistas. 
Seguiu-se um resgate policial quase imediato que revelou que entre os sequestradores estavam chilenos, argentinos e dois canadenses: David Spencer e Christine Lamont, ambos estudantes da Simon Fraser University, na Colúmbia Britânica.
Os candidatos foram Luiz Inácio Lula da Silva, membro fundador do Partido dos Trabalhadores (PT), e Fernando Collor de Mello, do Partido da Reconstrução Nacional (PRN). Como havia a proibição de qualquer partido político falar com a mídia, televisão, rádio ou jornais nos dias anteriores ao dia das eleições, o partido de Luiz Inácio Lula da Silva não teve oportunidade de esclarecer as acusações de que o PT estaria envolvido no sequestro.

## Sequestro
O sequestro ocorreu na manhã da eleição presidencial brasileira no Brasil em 1989, quando os candidatos eram Luiz Inácio Lula da Silva, membro fundador do Partido dos Trabalhadores, e Fernando Collor de Mello, do Partido da Reconstrução Nacional, apoiado pelo homem mais rico de Alagoas, o senador João Lyra, que teria dado até US$ 16 milhões para ajudar a eleger Collor.
Ao serem presos, os sequestradores se caracterizavam como membros de um grupo de esquerda.
Em junho de 1989, dois canadenses, David Spencer e Christine Lamont, se juntaram à gangue de sequestradores. Eles usaram seus passaportes e contatos canadenses para alugar vários apartamentos em preparação para a próxima vítima, o principal acionista da maior rede de supermercados do Brasil, Abílio Diniz. Em dezembro de 1989, Diniz foi arrastado para fora de sua Mercedes-Benz quando estava a caminho do trabalho e depois colocado em uma caminhonete disfarçada de ambulância. Na casa segura, ele foi mantido em uma pequena cela subterrânea e submetido a música alta para quebrar sua vontade. Enquanto a família de Diniz negociava o pagamento de um resgate de US$ 5 milhões, a polícia invadiu a casa em São Paulo onde ele estava detido. Isso foi baseado em uma dica de um vizinho que reclamou que a música que vinha do prédio estava muito alta. Na verdade, estava sendo usado para quebrar sua vontade, mas Diniz havia solicitado que fosse aumentado, o que acabou por salvá-lo. Diniz foi libertado e dez pessoas foram presas. A polícia prendeu cinco chilenos, dois argentinos, um brasileiro, além dos dois canadenses Spencer e Lamont. A polícia chilena confirmou mais tarde que três dos chilenos são membros do Movimento da Esquerda Revolucionária:
- Ulises Gallardo Acevedo - membro dos quadros da Esquerda Revolucionária.[2]
- Pedro Fernandes Lembach - um especialista em explosivos, foi secretário do Conselho Nacional de Presos Políticos do Chile enquanto estava preso no Chile.
- Maria Emilia Badilla - passou 10 anos na prisão no Chile por atividades subversivas.

## Os canadenses

### David Spencer
David Spencer nasceu em 1963 em Moncton, no Novo Brunswick, e era um estudante universitário que se mudou para Vancouver na década de 1980, onde encontrou trabalho em uma estação de rádio alternativa. Lá ele conheceu Christine Lamont, uma estudante da Simon Fraser University. Os dois logo se tornaram partidários do movimento sandinista na Nicarágua e se tornaram membros do Comitê de Solidariedade ao Povo de El Salvador. Em 1989, usando passaportes falsos, os dois viajaram para Manágua, capital da Nicarágua, fazendo contato com vários grupos de esquerda, incluindo a Frente Farabundo Martí de Libertação Nacional. Eles passaram seis meses em Manágua, supostamente, como tradutores de um jornal espanhol.

### Christine Lamont
Christine Lamont nasceu em 1959 em Langley, na Colúmbia Britânica, e era estudante da Simon Fraser University (SFU) no final dos anos 1980. Durante seu tempo na SFU, ela trabalhou na CFRO-FM, uma rádio comunitária, onde conheceu David Spencer. Os dois se envolveram no ativismo solidário latino-americano, apoiando movimentos de esquerda como os sandinistas na Nicarágua e os guerrilheiros da Frente Farabundo Martí de Libertação Nacional (FMLN) em El Salvador. Em 1989, usando passaportes falsos, os dois viajaram para Manágua, capital da Nicarágua. Eles passaram seis meses em Manágua, supostamente, como tradutores de um jornal espanhol.

### Julgamento e consequências
Em 1990, os dois foram condenados a 28 anos de prisão por sequestro. Tanto Lamont quanto Spencer se declararam vítimas inocentes e não tiveram envolvimento no sequestro. Sua situação tornou-se uma causa célebre no Canadá e levou a uma tensão nas relações entre o Canadá e o Brasil. O casal conseguiu obter muito apoio da família, colegas canadenses, da mídia e do governo canadense. Os pais de Lamont foram muito ativos em obter apoio para os dois e aparentemente gastaram milhares de dólares em apoio tentando ganhar sua liberdade.
Enquanto Lamont e Spencer declararam que eram inocentes, havia várias inconsistências em sua história. Primeiro, as transcrições do julgamento mostram que os dois alugaram duas casas em São Paulo usando passaportes falsos e cartas de referência. Uma dessas casas foi posteriormente utilizada para abrigar Diniz. Em segundo lugar, essas transcrições afirmam que Spencer obteve os materiais que a célula mais tarde usou para abrigar Diniz. Finalmente, eles também afirmam que Spencer realmente participou da guarda da vítima de sequestro.
Lamont e Spencer continuaram a manter sua inocência, no entanto, sua história começou a se desenrolar quatro anos depois, quando um esconderijo de armas secretas em Manágua explodiu (os sandinistas haviam perdido o poder a essa altura). Entre o material exposto pela explosão estavam documentos que ligavam Lamont e Spencer ao sequestro de Diniz. Diante dessas revelações, Lamont admitiu que eles estiveram envolvidos no sequestro.

### Liberação
Lamont e Spencer continuaram lutando contra o governo brasileiro em um esforço para serem deportados de volta ao Canadá. Em novembro de 1998, após uma greve de fome dos dois, o governo brasileiro os acusou de violar o "bom comportamento" e se recusou a entregá-los às autoridades canadenses. Essa decisão foi logo revertida, e em 21 de novembro de 1998 eles desembarcaram em Abbotsford, na Columbia Britânica, e foram imediatamente levados para uma prisão local. Dois anos depois, a dupla recebeu liberdade condicional total.